# Assegnazione a una colonia agricola o ad una casa di lavoro
L'assegnazione a una colonia agricola o ad una casa di lavoro è una misura di sicurezza personale detentiva prevista dall'art. 216 c.p.

## Descrizione
Le misure di questo tipo si applicano ai soggetti imputabili e ritenuti socialmente pericolosi. La scelta dell'una o dell'altra misura è a discrezione del giudice; egli deve solo valutare le attitudini del reo.
Sono assegnatari della colonia agricola o della casa di lavoro:
- coloro che sono stati dichiarati delinquenti abituali, professionali o di tendenza;
- coloro che essendo stati dichiarati delinquenti abituali, professionali o di tendenza, e non essendo sottoposti a misure di sicurezza, commettono un delitto non colposo che sia manifestazione di abitualità;
- i condannati o prosciolti nei casi espressamente indicati dalla legge (es. chi si è sottratto alla libertà vigilata, art. 231 c.p.; coloro che sono ricoverati nei riformatori giudiziari, dopo il compimento della maggiore età, art. 223 c.p.).

Ai sensi dell'art. 217 c.p. la durata minima è di un anno, che divengono due per i delinquenti abituali, tre per i delinquenti professionali, e quattro per quelli di tendenza. Il magistrato di sorveglianza provvede al riesame della pericolosità sociale e alla conseguente applicazione, esecuzione e revoca, della misura di sicurezza.
Il comma dell'art.207 c.p., che prevedeva che la revoca di una misura di sicurezza personale non può essere ordinata se non è decorso un tempo corrispondente alla durata minima stabilita dalla legge per ciascuna misura di sicurezza, è stata dichiarata illegittima dalla Corte Costituzionale.
La legge 30 maggio 2014, n. 81 ha comunque stabilito che le misure di sicurezza detentive provvisorie o definitive non possono durare oltre il tempo stabilito per la pena detentiva prevista per il reato commesso, avuto riguardo alla previsione edittale massima.
Gli internati possono fruire di licenze (art. 53 O.P.) di sei mesi nel lasso di tempo prima del riesame della pericolosità. Può poi essere concessa una licenza di durata fino a 15 giorni per gravi esigenze personali o familiari e una fino a 30 giorni , una volta l'anno, per promuovere il riadattamento sociale; durante la licenza l'internato è in libertà vigilata. Gli internati possono essere ammessi al lavoro all'esterno (art. 21 O.P.), al regime di semilibertà dopo approvazione del magistrato di sorveglianza (art.52 O.P.) e possono inoltre essere concesse, a titolo di premio, le licenze previste per chi è stato ammesso al regime di semilibertà non superiori a 45 giorni l'anno(art. 53 O.P.).